# Heavenly ideas
「Heavenly ideas」（ヘブンリー アイデアス）は、日本のロックバンド・Thinking Dogsの楽曲。作詞はTSUBASA、作曲はTSUBASAとJunが担当した。2020年9月23日にThinking Dogsのメジャー9作目のシングルとしてSony Recordsから発売された。

## 背景とリリース
初回仕様限定盤（CD+DVD）および通常盤（CDのみ）の2形態でのリリース。
2020年4月13日、新型コロナウイルス感染防止のための緊急事態宣言発令の影響を鑑み、5月13日発売予定だった9thシングルの発売延期を発表。
2020年7月21日、延期となっていた9thシングルを9月23日に発売することを発表。

## メディアでの使用
Heavenly ideas
齋藤飛鳥（乃木坂46）主演 MBS・TBS系ドラマイズム『映像研には手を出すな!』の主題歌。

## シングル収録トラック
| 全編曲: Thinking Dogs。 |                                    |           |              |       |
| #                       | タイトル                           | 作詞      | 作曲         | 時間  |
| 1.                      | 「Heavenly ideas」                 | TSUBASA   | TSUBASA、Jun | 3:40  |
| 2.                      | 「I'm your Devil」                 | TSUBASA   | わちゅ〜     | 3:25  |
| 3.                      | 「break the mold」                 | 大輝      | わちゅ〜     | 3:29  |
| 4.                      | 「Heavenly ideas（instrumental）」 |           | TSUBASA、Jun | 3:40  |
| 5.                      | 「I'm your Devil（instrumental）」 |           | わちゅ〜     | 3:25  |
| 6.                      | 「break the mold（instrumental）」 |           | わちゅ〜     | 3:27  |
| 合計時間:               | 合計時間:                          | 合計時間: | 合計時間:    | 21:06 |

| #  | タイトル                       | 作詞 | 作曲・編曲 | 監督 |
| -- | ------------------------------ | ---- | ---------- | ---- |
| 1. | 「Heavenly ideas Music Video」 |      |            |      |